# Semécourt
Semécourt est une commune française située dans le département de la Moselle, en région Grand Est (Historiquement Lorraine).

## Géographie
Semécourt est un village du Pays messin, situé à mi-chemin entre Metz et Thionville, les deux villes les plus peuplées du département.

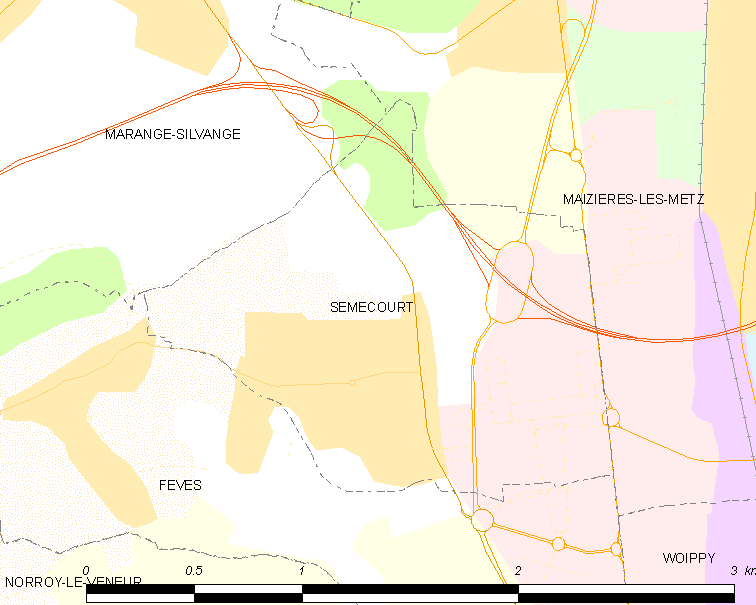
Carte de la commune.

### Communes limitrophes
| Marange-Silvange |           |                    |
|                  | Sémécourt | Maizières-lès-Metz |
| Fèves            |           |                    |

### Hydrographie
La commune est située dans le bassin versant du Rhin au sein du bassin Rhin-Meuse. Elle n'est drainée par aucun cours d'eau.

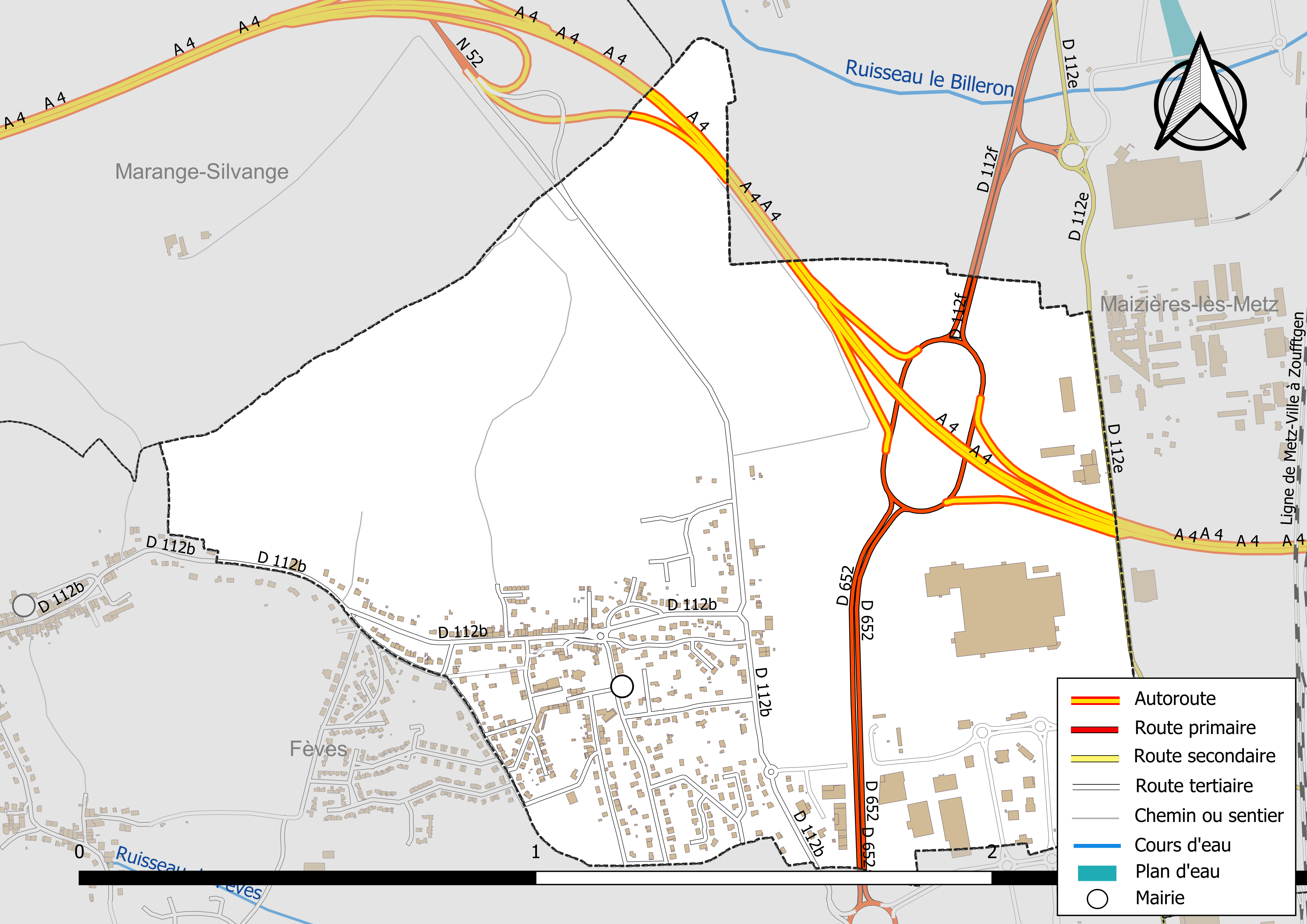
Réseaux hydrographique et routier de Semécourt.

### Climat
Pour des articles plus généraux, voir Climat du Grand Est et Climat de la Moselle.
En 2010, le climat de la commune est de type climat des marges montargnardes, selon une étude du Centre national de la recherche scientifique s'appuyant sur une série de données couvrant la période 1971-2000. En 2020, Météo-France publie une typologie des climats de la France métropolitaine dans laquelle la commune est exposée à un climat semi-continental et est dans la région climatique  Lorraine, plateau de Langres, Morvan, caractérisée par un hiver rude (1,5 °C), des vents modérés et des brouillards fréquents en automne et hiver. 
Pour la période 1971-2000, la température annuelle moyenne est de 9,6 °C, avec une amplitude thermique annuelle de 16,5 °C. Le cumul annuel moyen de précipitations est de 776 mm, avec 12,3 jours de précipitations en janvier et 9,2 jours en juillet. Pour la période 1991-2020, la température moyenne annuelle observée sur la station météorologique de Météo-France la plus proche, « Malancourt », sur la commune d'Amnéville à 8 km à vol d'oiseau, est de 10,2 °C et le cumul annuel moyen de précipitations est de 884,1 mm. 
La température maximale relevée sur cette station est de 39,3 °C, atteinte le 25 juillet 2019 ; la température minimale est de −17,9 °C, atteinte le 5 janvier 1985,,. 
Les paramètres climatiques de la commune ont été estimés pour le milieu du siècle (2041-2070) selon différents scénarios d'émission de gaz à effet de serre à partir des nouvelles projections climatiques de référence DRIAS-2020. Ils sont consultables sur un site dédié publié par Météo-France en novembre 2022.

## Urbanisme

### Typologie
Au 1er janvier 2024, Semécourt est catégorisée ceinture urbaine, selon la nouvelle grille communale de densité à sept niveaux définie par l'Insee en 2022.
Elle appartient à l'unité urbaine de Metz, une agglomération intra-départementale regroupant 42  communes, dont elle est une commune de la banlieue,,. Par ailleurs la commune fait partie de l'aire d'attraction de Metz, dont elle est une commune de la couronne,. Cette aire, qui regroupe 245 communes, est catégorisée dans les aires de 200 000 à moins de 700 000 habitants,.

### Occupation des sols
L'occupation des sols de la commune, telle qu'elle ressort de la base de données européenne d’occupation biophysique des sols Corine Land Cover (CLC), est marquée par l'importance des territoires artificialisés (53,3 % en 2018), en augmentation par rapport à 1990 (18,5 %). La répartition détaillée en 2018 est la suivante :
zones industrielles ou commerciales et réseaux de communication (29,6 %), zones urbanisées (23,7 %), prairies (20,7 %), cultures permanentes (13,9 %), terres arables (6,2 %), forêts (5,9 %). L'évolution de l’occupation des sols de la commune et de ses infrastructures peut être observée sur les différentes représentations cartographiques du territoire : la carte de Cassini (XVIIIe siècle), la carte d'état-major (1820-1866) et les cartes ou photos aériennes de l'IGN pour la période actuelle (1950 à aujourd'hui).

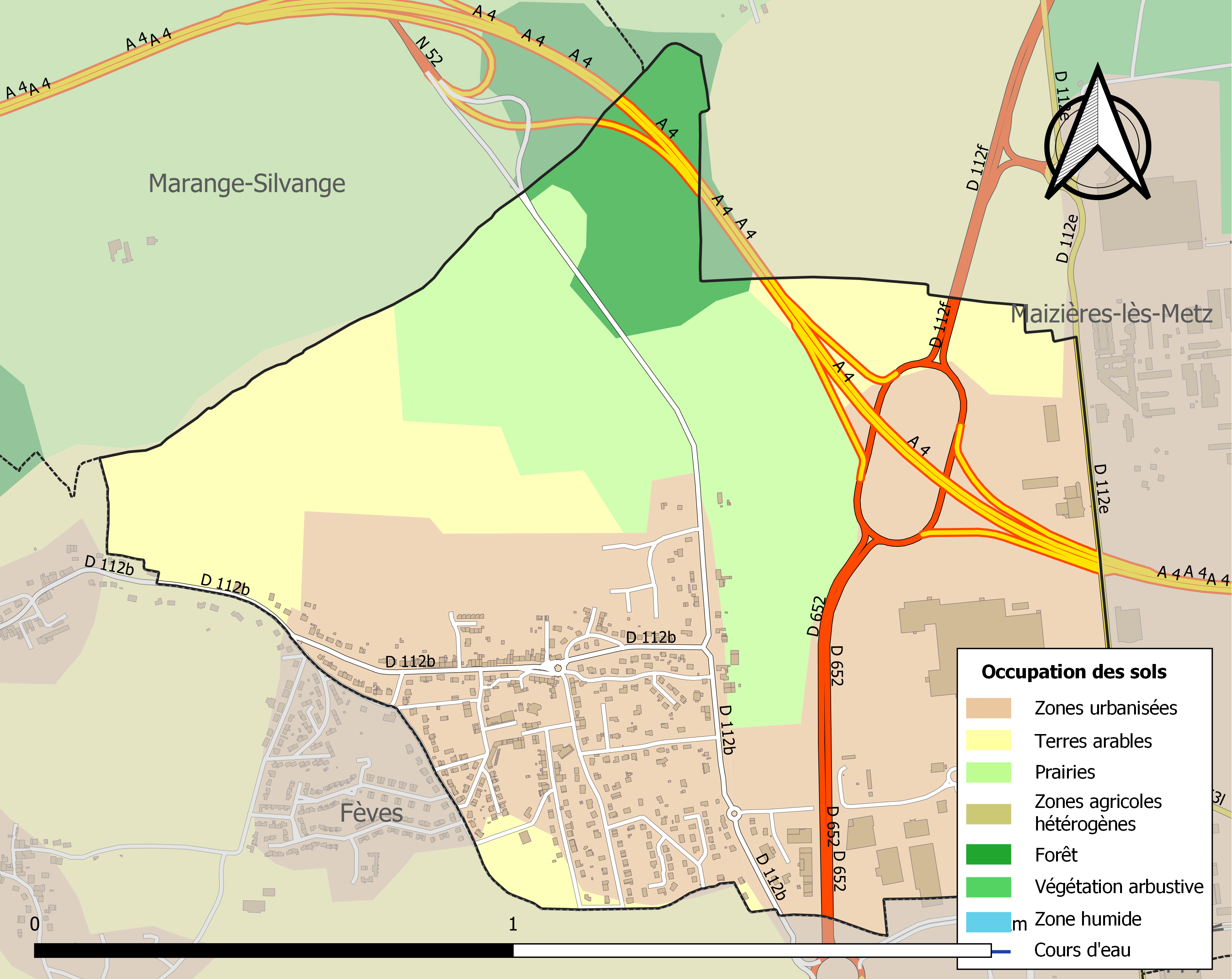
Carte des infrastructures et de l'occupation des sols de la commune en 2018 (CLC).

## Toponymie
D'un nom de personne germanique Sesmar suivi du suffixe -ingas qui a été remplacé au IXe siècle par le bas latin -cortem : Sesmeringas (857), Semaricurt et Semaricourt (875), Seimaricurtis (960), Seimercurts (1138), Semeicort (1301), Semecort (1475). Sigmarshofen (1915-1918). En lorrain : S'méco[réf. souhaitée].

## Histoire
Dépendait du Val de Metz, au pays Messin. Le village était partagé en cinq bans[Quand ?].

## Politique et administration
| Période                                  | Période   | Identité       | Étiquette | Qualité |
| ---------------------------------------- | --------- | -------------- | --------- | ------- |
| Mars 1971                                | Mars 2001 | Claude Heiser  |           |         |
| Mars 2001                                | Mai 2020  | Eugène Weisse  |           |         |
| mai 2020                                 | En cours  | Martine Martin |           |         |
| Les données manquantes sont à compléter. |           |                |           |         |

## Population et société

### Démographie
L'évolution du nombre d'habitants est connue à travers les recensements de la population effectués dans la commune depuis 1793. Pour les communes de moins de 10 000 habitants, une enquête de recensement portant sur toute la population est réalisée tous les cinq ans, les populations de référence des années intermédiaires étant quant à elles estimées par interpolation ou extrapolation. Pour la commune, le premier recensement exhaustif entrant dans le cadre du nouveau dispositif a été réalisé en 2007.

En 2022, la commune comptait 1 023 habitants, en évolution de +5,03 % par rapport à 2016 (Moselle : +0,52 %, France hors Mayotte : +2,11 %).
| 1793 | 1800 | 1806 | 1836 | 1841 | 1861 | 1866 | 1871 | 1875 |
| ---- | ---- | ---- | ---- | ---- | ---- | ---- | ---- | ---- |
| 286  | 296  | 326  | 302  | 301  | 273  | 292  | 262  | 270  |

| 1880 | 1885 | 1890 | 1895 | 1900 | 1905 | 1910 | 1921 | 1926 |
| ---- | ---- | ---- | ---- | ---- | ---- | ---- | ---- | ---- |
| 264  | 254  | 266  | 250  | 268  | 292  | 245  | 238  | 269  |

| 1931 | 1936 | 1946 | 1954 | 1962 | 1968 | 1975 | 1982 | 1990 |
| ---- | ---- | ---- | ---- | ---- | ---- | ---- | ---- | ---- |
| 272  | 297  | 101  | 285  | 415  | 509  | 590  | 733  | 835  |

| 1999 | 2006 | 2007 | 2012 | 2017 | 2022  | - | - | - |
| ---- | ---- | ---- | ---- | ---- | ----- | - | - | - |
| 874  | 838  | 833  | 901  | 995  | 1 023 | - | - | - |

### Enseignement
Présence de deux écoles : 
- École primaire Jean Morette.
- École maternelle Sur le Gué.

Collège de secteur : Paul Verlaine à Maizières-lès-Metz.

### Associations et sports

#### Sports
Présence de nombreux clubs de divers sports dont :
- A.S. Les Coteaux (football)
- Judo Club Semécourt-Fèves (Judo)
- Domino (Danse: Modern jazz, Hip Hop, classique...)
- Bougeons Tous !  (Savate boxe française, aïkido, musculation et gymnastique)

#### Autres activités
D'autres associations proposent des activités diverses et variées :
- 2AS qui organise des marches "populaires" et activités diverses.
- Domino qui organise des "mercredis récréatifs" ainsi que des ateliers d'arts plastiques...

## Culture locale et patrimoine

### Lieux et monuments
- Église Saint-Sylvestre, moderne XXe siècle
- Passage d'une voie romaine.

### Héraldique
| Blason de Semécourt | Blason  | D'or à la bordure d'azur au chef de gueules chargé de trois besants d'or, le premier chargé d'une croix pattée. |
| Blason de Semécourt | Détails | Le statut officiel du blason reste à déterminer.                                                                |